# Abralia dubia
Abralia dubia är en bläckfiskart som först beskrevs av Adam 1960.  Abralia dubia ingår i släktet Abralia och familjen Enoploteuthidae. Inga underarter finns listade i Catalogue of Life.